# Flygets friheter
Flygets friheter även kallad Luftens friheter (engelska: Freedoms of the air) är en lista principer, skapade för att underlätta internationell flygtrafik, ursprungligen definierade av Chicagokonventionen om internationell flygtrafik från 1944.

## Beskriving
- Första friheten: Rätten att flyga civilflyg över ett land utan att landa.
- Andra friheten: Rätten att landa civilflyg för tankning i ett land utan att passagerare stiger på och av.

De två första friheterna ingår bindande i Chicagokonventionen som har godkänts av de flesta länder. Länderna har rätt att ta avgifter, och i vissa fall, inte minst Ryssland tar höga avgifter vilket fått flygbolag att flyga runt landet.
- Tredje friheten: Rätt att flyga med passagerare, gods eller post från det egna landet till ett annat land.
- Fjärde friheten: Rätt att flyga med passagerare, gods eller post till det egna landet från ett annat land.
- Femte friheten: Rätt att flyga med passagerare, gods eller post mellan två främmande länder, där flygningen utgår från eller ankommer till det egna landet.
- Sjätte friheten: Rätt att flyga med passagerare, gods eller post mellan två främmande länder (i vissa fall mellan två flygplatser i samma land), där flygningen mellanlandar i det egna landet.
- Sjunde friheten: Rätt att flyga med passagerare, gods eller post mellan två främmande länder, utan att landa i det egna landet.
- Åttonde friheten: Rätt att flyga med passagerare, gods eller post inrikes i ett främmande land och fortsätta till eller utgå ifrån det egna landet.
- Nionde friheten: Rätt att flyga med passagerare, gods eller post  inrikes i ett främmande land utan att landa i det egna landet.

De tredje till femte friheterna finns som frivilliga friheter i Chicagokonventionen, medan de sjätte till nionde är mer inofficiella. De tredje till nionde friheterna regleras av bilaterala avtal mellan länderna. Dessa avtal innehåller åtminstone de tredje och fjärde friheterna för båda länder, medan högre friheter ofta inte medges. Den femte friheten är viktig för riktigt långväga flyg, där flygbolag kan låta passagerare stiga av vid tankstopp och nya passagerare stiga på så man undviker tomma säten. Den sjätte friheten kan vara en koppling till den femte, där det nationella flygbolaget på mellanlandningsplatsen (som är mer välkänt där) får via codeshare sälja biljetter för en flygning som utförs av ett flygbolag på slutdestinationen. Europeiska unionen har medgivit alla friheter inom EU/EES för flygbolag i EU/EES. I samband med Brexit förlorade brittiska flygbolag femte till nionde friheten inom EU och fick därmed inte flyga inom EU, bara till och från. Easyjet som flyger mycket inom EU startade ett dotterbolag i Österrike för att gå runt det. Ett avtal mellan EU och USA medger flygbolag från EU/EES och USA att flyga mellan USA och valfritt EU/EES-land inklusive femte friheten.